# Isabella von Lospichl
Isabella von Lospichl (* 28. August 1970 in Starnberg) ist eine ehemalige deutsche Kunstturnerin.
Sie wuchs in Fischen an Ammersee auf und begann als Fünfjährige beim TSV 1847 Weilheim mit dem Turnen. Nachdem sie 1984 Deutsche Jugendmeisterin im Achtkampf geworden war, lud Bundestrainer Vladimír Prorok sie in das Bundesleistungszentrum in Frankfurt am Main ein.
1986 wurde sie in Hannover-Langenhagen Deutsche Meisterin im Achtkampf und am Boden sowie Vizemeisterin am Schwebebalken.
International nahm sie an zwei Weltmeisterschaften im Kunstturnen teil: 1985 in Montreal und 1987 in Rotterdam. 
Im Herbst 1988 gehörte sie zum deutschen Turner-Team bei den Olympischen Sommerspielen in Seoul.